# Gery Vargas
Gery Vargas Carreno (Oruro, 12 maart 1981) is een Boliviaans voetbalscheidsrechter. Hij is in dienst van FIFA en CONMEBOL sinds 2012. Ook leidt hij sinds 2008 wedstrijden in de Primera División.
Op 17 augustus 2008 leidde Vargas zijn eerste wedstrijd in de Boliviaanse nationale competitie. Tijdens het duel tussen Jorge Wilstermann en Guabirá (3–0 voor de thuisclub) trok de leidsman tweemaal de gele en eenmaal de rode kaart. In internationaal verband debuteerde hij op 27 augustus 2014 tijdens een wedstrijd tussen Cobresal en General Díaz in de eerste ronde van de Copa Sudamericana; het eindigde in 2–2 en Vargas trok viermaal een gele en driemaal een rode kaart. Zijn eerste interland floot hij op 11 juni 2015, toen Brazilië met 1–0 won van Honduras door een doelpunt van Roberto Firmino. Tijdens deze wedstrijd toonde Vargas aan de Brazilianen Filipe Luís, Fabinho en Robinho en de Hondurezen Johnny Palacios en Alfredo Mejía een gele kaart.
In april 2018 werd hij gekozen als een van de dertien videoscheidsrechters die actief zouden zijn op het WK 2018 in Rusland.

## Interlands
| Datum            | Plaats                            | Wedstrijd           | Uitslag | Competitie           | Kreeg geel | Kreeg voor de tweede keer geel en dus rood | Weggestuurd |
| ---------------- | --------------------------------- | ------------------- | ------- | -------------------- | ---------- | ------------------------------------------ | ----------- |
| 11 juni 2015     | Porto Alegre, Brazilië            | Brazilië – Honduras | 1 – 0   | Vriendschappelijk    | 5          | 0                                          | 0           |
| 17 november 2015 | Ciudad Guayana, Venezuela         | Venezuela – Ecuador | 1 – 3   | WK 2018 kwalificatie | 4          | 0                                          | 0           |
| 13 juni 2016     | East Rutherford, Verenigde Staten | Ecuador – Haïti     | 4 – 0   | Copa América 2016    | 2          | 0                                          | 0           |

Laatst bijgewerkt op 27 november 2024.